# Anne de Saint-Barthélemy
Ana García Manzanas, (1er octobre 1549 à Almendral de la Cañada (Espagne) - 7 juin 1626 Anvers, Pays-Bas).
Religieuse carmélite déchaussée sous le nom d'Anne de Saint-Barthélemy, mystique, disciple et secrétaire de sainte Thérèse d'Avila, elle a diffusé la réforme de l'ordre carmélitain en France et aux Pays-Bas.

## Biographie

### Son enfance
Anne Garcia Manzanas est née le 1er octobre 1549, à Almendral de la Cañada, près d'Avila en Castille.
Elle est la sixième enfant d'une famille très chrétienne qui compte au total sept enfants..
À l'âge de 10 ans, Anne devient orpheline. Ses frères aînés prennent alors leur jeune sœur en charge et font d'elle une bergère.
Dès l'âge de dix ans, Anne a l'ardent désir de devenir religieuse et elle bénéfice d'expériences mystiques qui se poursuivront toute sa vie. Elle restera très discrète sur ce point.
Guidée par un prêtre qui la comprend, elle entre au carmel de Saint-Joseph d'Avila, que Thérèse d'Avila venait de fonder quelques années auparavant.

### Au Carmel
Elle entre au couvent le 2 novembre 1570 comme sœur converse sous le nom de sœur Anne de Saint-Barthélemy.
Elle a choisi ce nom à la suite d'une guérison survenue peu de temps avant son entrée au noviciat. Sa guérison était attribuée à l'intercession de l'apôtre Barthélemy.
Entrée au Carmel pour se consacrer totalement à Dieu et au service des autres, altruiste, elle tient plus en estime son prochain qu'elle-même.
Les missions qui lui sont confiées sont, le plus souvent, les charges de cuisinière, infirmière, portière. Parfois elle cumule même tous les postes !
Elle fait sa profession définitive le 15 août 1572 et elle devient l'infirmière, la secrétaire et la compagne inséparable de Thérèse d'Avila qui expirera  dans ses bras à Alba de Tormes, le 4 octobre 1582.
Anne, qui est jusqu'ici analphabète, apprend à lire et à écrire avec l'aide de sa mère Thérèse. Elle est chargée de copier les lettres que Thérèse écrit.
Sa vie durant, Anne gardera une très grande reconnaissante envers sa « Mère » qu'elle vénère comme une sainte.
Elle participe aux quatre dernières fondations que réalise la Madre.

### La fondatrice

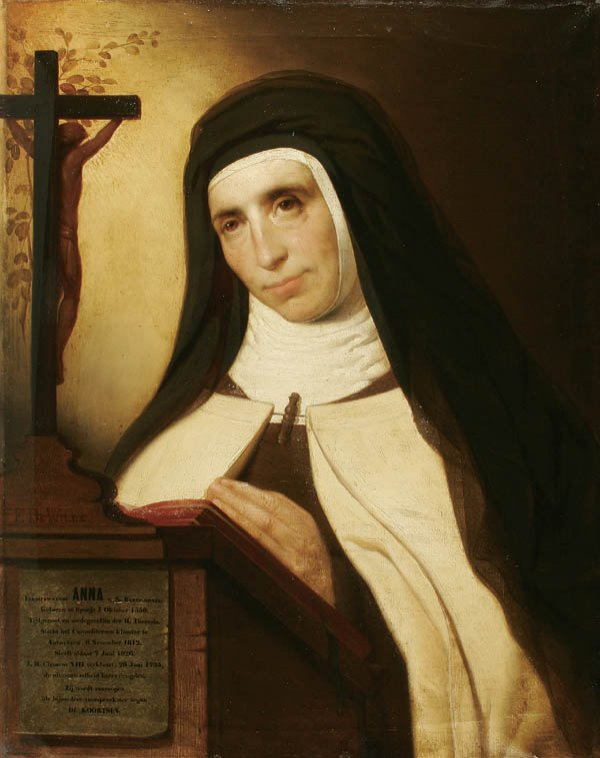
Portrait de la bienheureuse Anne de Saint-Barthélemy, par Frans De Wilde (1917).

Après la mort de sainte Thérèse, la seule préoccupation d'Anne est la sauvegarde de l'esprit de la réforme thérésienne.
Elle poursuit sa mission de sœur converse en Espagne durant 22 ans.
Elle prend part aux fondations des monastères de Madrid et d'Ocaña en 1595.
Sa joie est tellement communicative que plusieurs monastères se disputent sa présence.
En 1604, les Carmélites espagnoles partent fonder des couvents hors d'Espagne. Anne fait partie des six religieuses qui, avec les ecclésiastiques français, inaugurent le Carmel de l'Incarnation de Paris, premier monastère de Carmélites déchaussées en France.
En janvier 1605, il lui est imposé, malgré ses réticences, de quitter le rôle de sœur converse pour être promue sœur choriste. Elle devient la prieure de son couvent à Pontoise (cf. Carmel de Pontoise ).
C'est ainsi qu'à la "petite bergère" est confié le rôle de prieure du couvent de Pontoise, puis de celui de Paris (l'actuel Carmel de Clamart), puis celui de Tours jusqu'en 1611.
Elle quitte alors la France pour rejoindre les religieuses espagnoles venues fonder en Flandres un couvent en 1607.
Elle reçoit la charge de maîtresse des novices à Mons. Elle prépare durant une année la fondation d'un couvent à Anvers.
Anne fonde ce couvent en 1612, et assumera la charge de prieure jusqu'à sa mort, le 7 juin 1626.
Anne de Saint-Barthélémy désirait faire la fondation d'un couvent à Cologne. Mais le carmel Notre-Dame de la Paix à Cologne ne sera inauguré qu'après sa mort, en 1649. Cinq autres maisons furent ensuite fondées en Allemagne.

### Ses écrits
Anne a laissé un grand nombre d'écrits :
- son Autobiographie qu’elle a rédigée sur ordre de ses supérieurs. Ce document rassemble des relations spirituelles couvrant l'ensemble de sa vie. Son expérience y est racontée avec simplicité et chaleur, le naturel côtoyant le surnaturel d'une manière étonnante[7]. La lecture de cet ouvrage est indispensable pour une meilleure connaissance de la bienheureuse Anne de Saint-Barthélemy.
- plus de 665 lettres constituant une précieuse documentation historique.
- sept conférences destinées aux novices. Ces conférences, composées à Anvers, dans ses années de maturité, témoignent de l'influence marquante de sainte Thérèse et de son expérience propre des réalités humaines et spirituelles.

## Béatification
Eleonore de St. Bernard a écrit une biographie de sa consœur Anne de Barthelemy qui a été publiée en 1661 et 1707 par Pierre Jean Parys à Anvers et dans une version différente en 1708 par Jean de Smedt à Bruxelles.
Elle est déclarée Vénérable le 29 juin 1735 par le pape Clement XII.
Enfin, le 6 mai 1917, en pleine Première Guerre mondiale, le 6 mai 1917, le pape Benoît XV béatifie cette illustre carmélite de Tolède exprimant sa satisfaction de déclarer bienheureuse l'inséparable compagne de sainte Thérèse d'Avila, qui l'avait déjà canonisée de son vivant lorsqu'elle disait : 
« Anne, Anne, tu es sainte, moi j'ai (seulement) la gloire. ».
Lors d'une cérémonie solennelle qui s'est tenue à l'intérieur de la Basilique Saint-Pierre, Anne de Saint-Bartolomé fut invoquée comme "défenseur de la paix".
Sa fête est célébrée le 7 juin. Dans l'Ordre du Carmel, sa fête est célébrée avec rang de mémoire.

## Protectrice d'Anvers
Anne de Saint-Barthélemy est considérée comme la protectrice d'Anvers.
Ce fut déjà le cas de son vivant, face aux attaques hollandaises de 1622 et 1624 qui épargnèrent la ville d'Anvers. Son titre de « libératrice d'Anvers » sera pleinement confirmé lorsque le 16 décembre 1944, l'Allemagne nazie tente de reprendre le port d'Anvers (libéré en octobre 1944), pour couper l'armée alliée en deux et la priver de l'usage de ce port stratégique pour leur ravitaillement. Ce fut la fameuse bataille des Ardennes qui échoua à la toute fin de décembre 1944, face à la résistance et aux contre-attaques anglo-américaines.

## Citations
- « Nous n’avons rien de meilleur à donner à Dieu que la volonté. Il fait le même cas des petites choses faites par obéissance que des grandes, car il n’en regarde pas la grandeur, mais l’amour qu’on y apporte et le renoncement à soi-même »[15].

- « Si nous voulons réussir à marcher tout droit vers la perfection que nous cherchons et à laquelle nous sommes appelées, prenons notre Sainte Mère[16] pour avocate »[17].